# Chojęcin-Szum
Chojęcin-Szum – wieś w Polsce położona w województwie wielkopolskim, w powiecie kępińskim, w gminie Bralin.
W latach 1975–1998 miejscowość administracyjnie należała do województwa kaliskiego.